# 고양이의 감각

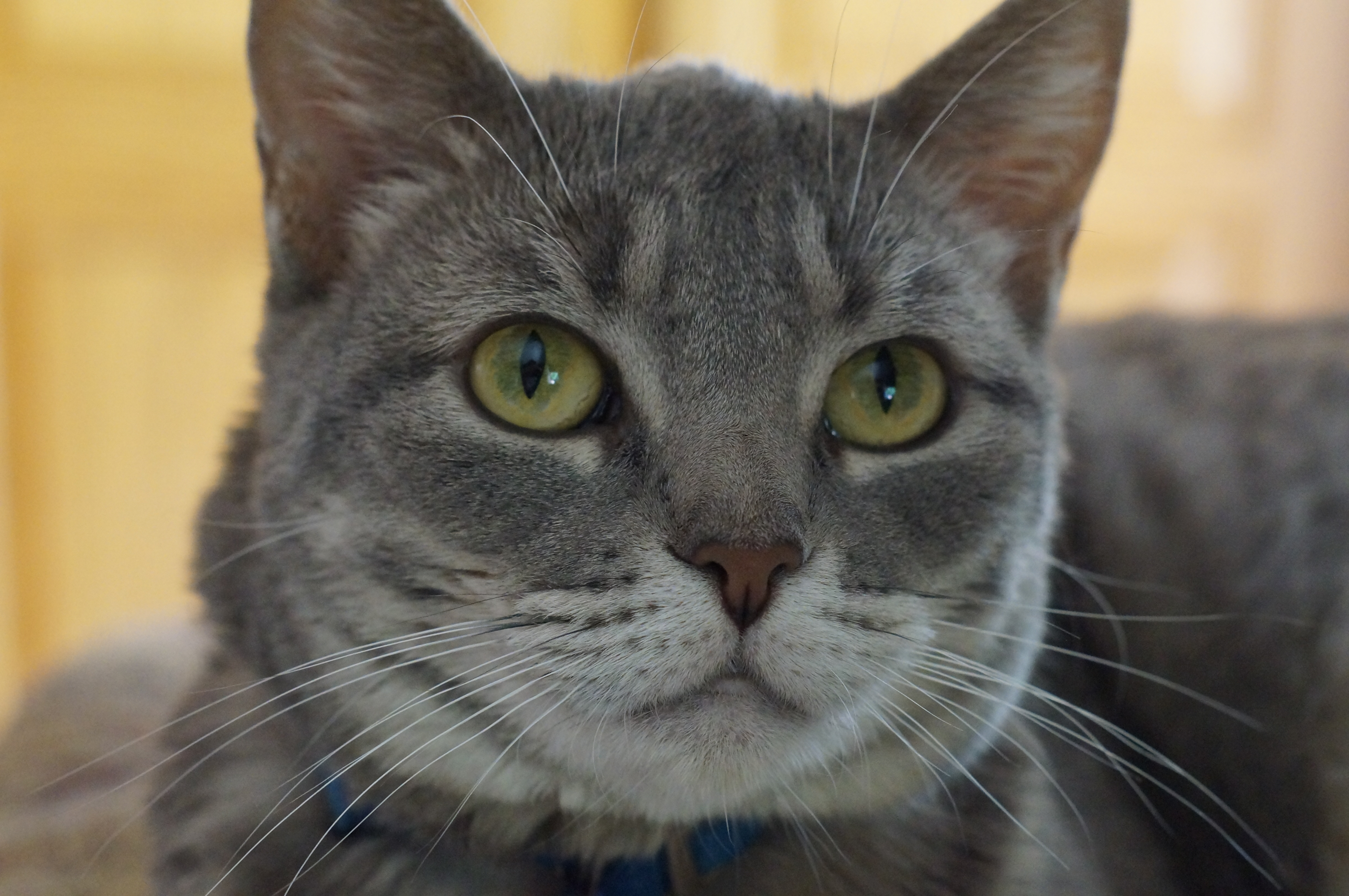
고양이의 큰 귀, 눈, 그리고 많은 수염은 적은 빛에서도 빛의 포식용으로 적응시킨다.

고양이의 감각은 고양이가 매우 효율적인 포식자가 될 수 있게 해주는 적응이다. 고양이는 적은 양의 빛에서 움직임을 감지하는 데 능숙하고 청각과 후각이 예민하며 머리와 몸 밖으로 튀어나온 긴 수염으로 촉각이 강화된다. 이러한 감각들은 고양이들이 새벽과 해질녘에 효과적으로 사냥을 할 수 있도록 진화했다.